# Torino negru
Torino negru (titlul original: în italiană Torino nera) este un film dramatic italian, realizat în 1972 de regizorul Carlo Lizzani, protagoniști fiind actorii Marcel Bozzuffi, Bud Spencer, Françoise Fabian și Nicola di Bari. 

## Conținut
Sicilianul Rosario Rao s-a mutat de câțiva ani, împreună cu soția și cu cei doi fii, la Torino, unde are de lucru. Mergând în timpul liber cu colegii de lucru la un meci de fotbal, unul din ei este împușcat, crima fiind pusă pe seama lui prin mărturii false, iar el arestat pe loc. Fiul său de 13 ani, Mino, este convins de nevinovăția tatălui și începe să caute, ajutat de frățiorul său și de avocatul Mancuso, martori oculari pentru a dovedi minciuna. Nu e simplu deoarece martorii mor unul după altul în „accidente” întâmplătoare. Aude însă o discuție importantă între mafioți, în urma căreia căutând un bărbat rănit mortal aflat la spital, află adevărul și numele făptașilor...

## Distribuție
- Marcel Bozzuffi – Fridda
- Bud Spencer – Rosario Rao
- Françoise Fabian – Lucia Rao, soția lui Rosario
- Guido Leontini – Trotta
- Vittorio Duse – Camarata
- Nicola Di Bari – Mancuso
- Domenico Santoro – Mino Rao, băiatul cel mare al lui Rosario
- Andrea Balestri – Raffaele Rao zis Lello
- Maria Baxa – Nascarella
- Saro Urzi – Jaco
- Gigi Ballista – Marinotti
- Teodoro Corrà – Ravazza
- Mario Pilar – Vanni Mascara
- Elio Zamuto – Scarcella
- Gianni Milito – Santoro
- María Baxa